# Antonio Guzmán Núñez
Antonio Guzmán Núñez, plus connu comme Antonio Guzmán, né le 2 décembre 1953 à Torrejón de Ardoz (province de Madrid, Espagne), est un footballeur international espagnol qui jouait au poste de milieu de terrain.

## Biographie
Antonio Guzmán joue avec la RSD Alcalá, Conquense, Talavera, le Rayo Vallecano, l'Atlético de Madrid et Almería.

### Équipe nationale
Antonio Guzmán joue deux matchs avec l'équipe d'Espagne. 
Il participe à la Coupe du monde de 1978 organisée en Argentine. Lors du mondial, il joue un match face au Brésil.